# Atenágoras de Atenas
Atenágoras de Atenas (ca. 133 — 190), viveu nos fins do século II d.C. Apologista cristão, que aparentemente nasceu e viveu em Atenas. Apresentou uma apologia em prol do cristianismo ao imperador Marco Aurélio. Ali ele defende o cristianismo e suas práticas, e ataca as religiões pagãs, sobre tudo quanto ao seu politeísmo. Descobriu noções monoteístas em diversos poetas e filósofos gregos e nisso, apresentou um argumento a priori, em favor da existência de Deus. Tratando sobre a ressurreição dos mortos, ele combinou idéias religiosas e filosóficas. Naturalmente, Platão o influenciou fortemente, pelo que sua fé religiosa geralmente foi apropriada de falar a não-cristãos, que sabiam algo das idéias de Platão e apreciavam a grandeza de seus conceitos.

## Escritos
- Legatio pro Cristianis (apelo em favor dos Cristãos)
- De Resurrectione (Sobre a Ressurreição).